# M1 (mortaio)
L'M1 era un mortaio medio da 81mm derivato dal Brandt Model 1927/31 e utilizzato dalle forze statunitensi durante la seconda guerra mondiale. Venne utilizzato anche durante la guerra di Corea e per tutti gli anni '50 fino a che non venne sostituito dall'M29.

## Munizionamento
- M43A1 Light HE: peso 6.87 lb (3.11 kg); gittata minima 200 yd (183 m); gittata massima 3290 yd (3010 m);
- M45, M45B1 Heavy HE: peso 10.62 lb (4.82 kg); gittata max 2558 yd (2064 m);
- M56 Heavy HE: peso 15.01 lb (6.81 kg); gittata max 1300 yards (1200 m);
- M57 WP (White Phosphorus): peso 10.74 lb (4.87 kg); gittata max 2470 yd (2260 m);
- M57 FS: 10.74 lb (4.87 kg), gittata max 2470 yd (2260 m);
- M301 Illuminating shell: gittata max 2200 yd (2012 m);

## Chemical mortar
Per l'esercito statunitense era comunque disponibile un mortaio di maggiore calibro, si trattava del Chemical Mortar da 106,7 mm. Inizialmente si trattava di un sistema per avere la rapida formazione di cortine fumogene, ma subito si capì che con tale arma si potevano anche usare granate HE con efficacia. Con canna rigata, cosa che permetteva un incremento di gittata e precisione notevole rispetto ad altre armi. In effetti essa era considerata a tutti gli effetti un pezzo d'artiglieria, e non un'arma di supporto alla fanteria.
- Calibro: 106,7mm.
- Lunghezza: bocca da fuoco, 102 cm.
- Peso: complessivo 150 kg
- Elevazione: +45-59
- Direzione: 7gradi
- Gittata; 4023 m.
- Proiettili: 14,5 HE

Tutte queste armi sono rimaste per decenni in servizio nell'esercito USA, specie quella da 107 mm, installata in semoventi derivati dal veicolo M113. I vietnamiti usarono invece contro gli americani la versione cinese del mortaio da 60 mm, che a sua volta era la derivazione dell'originale Brandt.